# Fontana di San Giacomo
La fontana di San Giacomo è posta circa a metà della via omonima della parte alta della città di Bergamo che conduce alla porta di San Giacomo, e serviva gli abitanti della vicinia.

## Storia e descrizione
La città di Bergamo è ricca di fontane, alcune presenti già in epoca romana. Vi erano importanti sorgenti la cui acqua veniva convogliata in acquedotti perché venissero alimentate le numerose fontane. L'abbondanza di acqua ha consentito lo sviluppo della cittadina già in epoca celtica. Molte di queste fontane erano poste in prossimità delle porte cittadine.
La fontana di San Giacomo, fu donata alla città di Bergamo dall'allora proprietario duranti i lavori di restauro del 1932. Le fontane cittadine, si presentavano nel medesimo impianto architettonico, inserite in un profondo arcone in muratura che proteggeva chi si serviva della fontana stessa, e che le amministrazioni comunali proteggevano anche per garantire che l'acqua si mantenesse salubre.  Vi furono infatti molti decreti emanati dalle amministrazioni che obbligavano l'uso protetto delle fontane, con appositi secchi in rame, così che le acqua non fossero contagiate.
La fontana dell'antica vicinia di San Giacomo presenta le medesime caratteristiche, la vasca è infatti, inserita in uno spazio profondo ad arcone chiuso e protetto da una cancellata ferrea. La fontana prendeva acqua dall'acquedotto Magistrale, che era costituito dall'unione dei due acquedotti di San Gottardo o Sudorno, e di Castagneta.  La fonte in pietra di Zandobbio di foggia rinascimentale, ma presumibilmente risalente al 1932, anno in cui fu restaurato anche il vano interno. Il mascherone è invece un recupero del palazzo prefettizio che era presente in piazza Vecchia spostato poi nella parte bassa cittadina. Anche la lapide rettangolare dove è inserita la scritta “FONS CIVITATIS” è un recupero. La fontana fu poi oggetto di restauro nella seconda metà del Novecento, e presenta assonanza con quella presente su via Porta Dipinta conosciuta anche come fontana di Sant'Andrea.
La fonte è inserita in archi a tutto sesto e concentrici di misura sempre minore e ribassato, che permette la maggiore rilievo al bacile. La pavimentazione è in pietra arenaria mentre sono visibili le due antiche bocche poi chiuse, mentre le pareti e la volta sono completamente rivestite in blocchi di pietra. Risulta essere illeggibile la lapide in arenaria dove erano raffigurati i blasoni di alcuni podestà di Bergamo o alle maestranze poste alla costruzione, o alla sua sorveglianza. Lateralmente vi sono due feritoie, in entrambi i lati.